# 下村時計店
株式会社下村時計店（しもむらとけいてん）は、広島県広島市に本店を置く小売企業。

## 概要
時計、宝石、装飾品を扱う。ロイヤル・アッシャー・ダイヤモンド、オメガ、ロレックス、フランク・ミュラー、A.ランゲ & ゾーネ、パネライ正規取扱店。
1873年（明治6年）、下村佐久平が堀川町で時計屋を始める。当時平田屋町、現在の本通本店に移転したのが1914年（大正3年）。1933年（昭和8年）広島商工会議所『商工人名録』時計・貴金属・眼鏡部門で営業収益税トップの店として下村時計店（下村喜興三）が記載されていることから、当時広島市有数の時計店であった。その時点での取扱は時計・指輪・宝石・銀器。1949年（昭和24年）有限会社設立、1998年（平成10年）株式会社に変更。

## 被爆
比較的広く知られているのは1928年（昭和3年）竣工した本通本店の建物である。時計台のある英国風の建物で戦前における本通りのランドマーク的な建物であった。
1945年8月6日広島市への原子爆弾投下において爆心地から約620mに位置したこの店は、1階は完全に崩壊し、残存した2階と時計台は西（爆心地側）から東方向に傾いた。

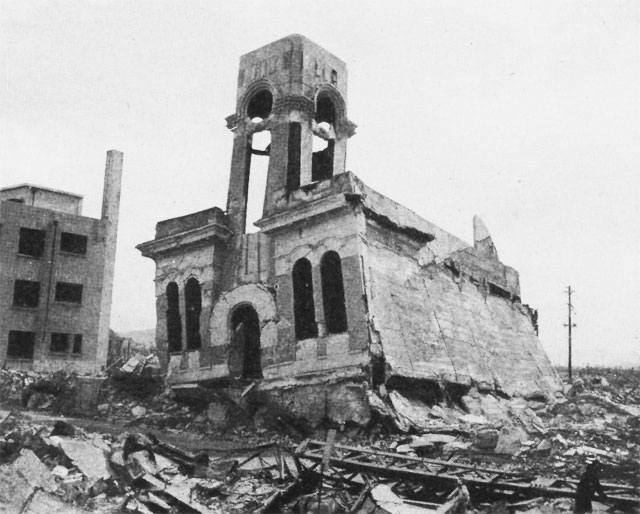
被爆後の本通本店。米国戦略爆撃調査団報告書などでは原爆で崩壊した建造物の代表例として挙げられている。
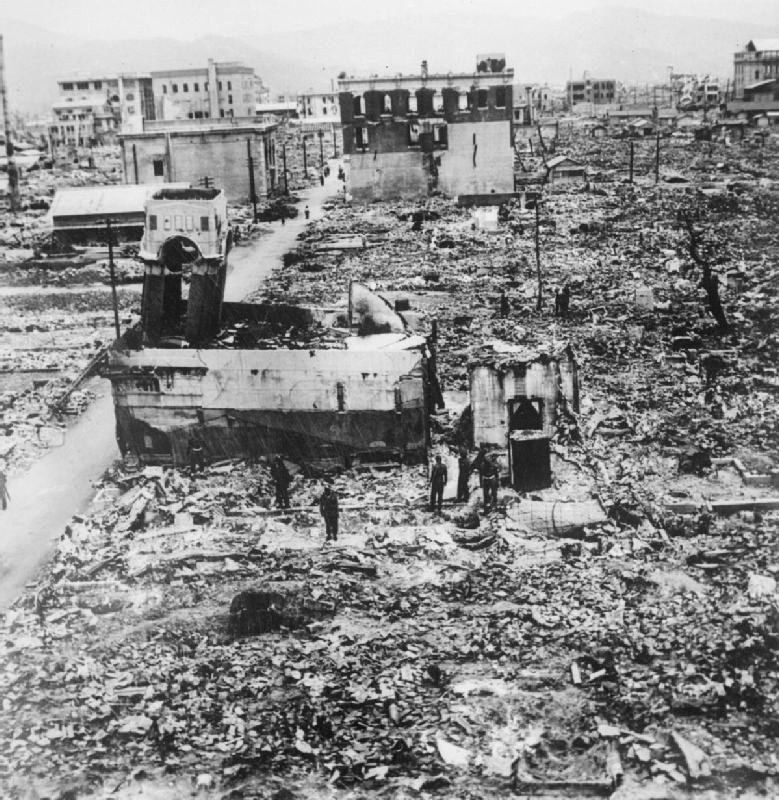
写真中央が下村時計店。写真上部の建物は現在の広島パルコの位置に立地していたキリンビアホールである。

## 店舗
本店
広島市中区本通9番33号
金座街店
広島市中区堀川町6番13号。1973年サロン・ドール・シモンとして開店、1981年金座街に移転。
ロレックスブティック広島 下村並木通り店
広島市中区新天地5-16 アーバス並木ビル。2000年開店。
フランク・ミュラーbySHIMOMURA
広島市中区堀川町5-8。2003年開店。